# Michel Petrossian
 (mai 2013).
Si vous disposez d'ouvrages ou d'articles de référence ou si vous connaissez des sites web de qualité traitant du thème abordé ici, merci de compléter l'article en donnant les références utiles à sa vérifiabilité et en les liant à la section « Notes et références ».
Pour les articles homonymes, voir Petrossian.
Michel Petrossian, né en 1973 à Erevan, est un compositeur français d'origine arménienne.

## Biographie
Michel Petrossian étudie le violoncelle et la guitare avant d'étudier la composition, l'écriture, l'analyse et l'orchestration au CNR de Paris, le Conservatoire Niedermeyer et le Conservatoire du Centre, notamment avec Isabelle Duha et Alain Louvier.
Il entre au Conservatoire national supérieur de musique de Paris, dans la classe de composition où il travaille avec Guy Reibel, et suit des cours d’analyse, d'orchestration, de musique de l'Inde et d'ethnomusicologie. Il achève ses études en 2001, par un diplôme de formation supérieure en composition.
Soucieux de faire connaître la musique de son temps, il fonde en décembre 1998, avec le compositeur Jérôme Combier, l'ensemble Cairn, constitué des élèves du Conservatoire national supérieur de musique de Paris.
Dès la première année de ses études, il reçoit des sollicitations et des commandes : une œuvre pour piano par le Musée de l'Armée (créé à l’Hôtel des Invalides), une invitation au Goteborg Art Sound Festival (œuvre commandée et créée par l’ensemble KammerensembleN), résidence au CNR de Limoges (commande d'une œuvre pour chœur et orchestre)…
Il écrit également la musique pour un film expérimental[Lequel ?] présenté à la Cité de la musique et à la télévision, ainsi que dans des festivals à Prague et à Londres.
À la suite d'une session de composition, il est sélectionné pour une double résidence au Canada, auprès du Nouvel Ensemble moderne, et à la Fondation Royaumont, avec l'ensemble l'Instant donné.
L'Académie des Beaux-Arts – Institut de France lui décerne le prix Veuve Buchère.
La plupart de ses œuvres sont diffusées sur France Musique et France Culture.
Après ce parcours, son intérêt le porte vers les civilisations anciennes et la philologie, et il se consacre à l’étude approfondie de l’hébreu, grec, ougaritique, araméen, babylonien, vieux-slave et arménien à l’École des langues et des civilisations de l’Orient ancien ainsi qu'à la Sorbonne où il obtient un master en Lettres classiques. Il séjourne une année à l’École biblique et archéologique française de Jérusalem, où des études de terrain l’amènent à s’intéresser à la musique du Proche-Orient ancien.
Michel Petrossian remporte le Grand Prix International Reine Élisabeth de Composition 2012. Son concerto pour piano et orchestre, In the Wake of Ea, est interprété au Palais des Beaux-Arts de Bruxelles par les 12 finalistes du concours de piano et l'Orchestre national de Belgique placé sous la direction de Marin Alsop, du 27 mai au 1er juin 2013 (création mondiale le lundi 27 mai).
Michel Petrossian reçoit de nombreuses commandes et sa musique est interprétée dans des salles prestigieuses en Europe et aux États-Unis :
- Horae quidem cedunt... pour douze voix solistes (Commande de l'Ensemble Musicatreize pour le Festival d'Aix en Provence, 2015)
- Ciel à vif pour trois solistes, chœur et orchestre (Commande de l'UGAB, création au Théâtre du Châtelet sous la direction d'Alain Altinoglu, 2015)
- Amours sidoniennes pour chœur d'homme et quintette à cordes sans violons (Commande d’État, 2017)
- Chanter l'icône pour ensemble vocal (Commande du Petit Palais, 2018)[4]
- Le Chant d'Archak pour voix solistes, chœur de maîtrisiennes et ensemble instrumental (Commande de Radio France, 2018)
- A fiery flame, a flaming fire (2017) pour trio[5] et Liber Secretorum Henoch (2019) pour quatuor à cordes[6] (Zipper Hall, Los Angeles)
- Latens Deitas pour deux voix solistes et ensemble (Commande de l'université Notre-Dame-du-Lac, South Bend, Indiana, 2019

En 2021, le Concours international de violon Tibor Varga lui commande une pièce pour violon seul, Stilleven,,, imposée au premier tour du Concours; il siège également dans le jury.
Commande du Festival Printemps de Monte-Carlo, son ballet Sept, les anges de Sinjar co-écrit avec le compositeur Aram Hovhannysian, est créé le 27 mars 2022 à la Salle des Étoiles de Monaco, par l'Ensemble orchestral contemporain sous la direction de Léo Margue, et la Compagnie Hallet-Eghayan.
Le CD du ballet, enregistré sous la direction de Bruno Mantovani, directeur artistique de l'EOC, a paru sur le label du festival  en mars 2022.
Pour son premier livre Chant d'Artsakh Michel Petrossian a reçu le grand prix du prix littéraire de L'Œuvre d'Orient, qui lui a été remis par Hélène Carrère d'Encausse, Présidente du Jury.
Michel Petrossian s'intéresse également à la musique de film, et co-signe, avec le musicien de jazz Tigran Hamasyan, la musique du film Bravo virtuose (2018). En 2019, il signe la musique originale du film de Robert Guédiguian intitulé Gloria mundi.
En 2023, il est lauréat du Grand prix lycéen des compositeurs, avec L’Ange Dardaïl, pour violoncelle solo.

## Œuvre

### Solo
- Overcoming Trakart, pour violoncelle
- La lutte ardente du vert et de l'or[17], pour piano
- Manuela with the broken finger[18], pour clarinette
- Stilleven[19], pour violon

### Ensemble
- Feu pale, pour 6 instruments
- Autel des parfums, pour 9 instruments
- Liber Secretorum Henoch[20], quatuor à cordes
- A Fiery Flame, a Flaming Fire[21], pour trio

### Voix
- Le miroir et le masque, trois mélodies pour voix et ensemble instrumental :
  - Huitan
  - Rose sombre
  - Lysanxia
- En Ein Anéin, pour soprano et flûte à bec
- Paris - Aubaine[22], cycle de six mélodies pour basse-baryton et piano, sur les poèmes de Michael Edwards

### Orchestre
- Iris lunaire, pour chœur et orchestre
- Château du double de Ptah
- Epiphaneia, pour six chanteurs et orchestre
- In the Wake of Ea[23], pour piano et orchestre
- Concertino pour clarinette et orchestre
- Sept, les anges de Sinjar[24], ballet
- Le Chant d'Archak, opéra-oratorio sur le livret original de Laurent Gaudé
- 8.4 (Part I: Massis; Part II :Sis), concerto pour violoncelle et orchestre

### Musiques de film
Sauf indication contraire, les informations mentionnées dans cette section peuvent être confirmées par les bases de données cinématographiques IMDb et Allociné,  présentes dans la section « Liens externes ».
- 2016 : Bravo virtuose de Levon Minasian
- 2019 : Gloria Mundi de Robert Guédiguian
- 2023 : Et la fête continue ! de Robert Guédiguian
- 2024 : En fanfare d'Emmanuel Courcol
- 2025 : La Pie voleuse de Robert Guédiguian